# Plexipus incisus
Plexipus incisus là một loài thực vật có hoa trong họ Cỏ roi ngựa. Loài này được Fernandes miêu tả khoa học đầu tiên.